# مغالطة التجسيم
مغالطة التجسيم أو مغالطة التشييء (تعرف أيضًا باسم مغالطة الواقعية في غير مكانها) هي مغالطة التباس تحدث عندما يتم التعامل مع أمر مجرد (معتقد مجرد أو فرضية مجردة) كما لو كان شيئا حقيقيًا ملموسًا أو كيانًا ماديًا. بمعنى آخر: هي مغالطة اعتبار أمر غير ملموس (مثل فكرة) كشيء ملموس. هناك حالة شائعة لمغالطة التشييء تتمثل في الخلط بين النموذج والواقع: «الخريطة ليست الأرض نفسها».
تعتبر مغالطة التشييء جزءًا من الاستخدام العادي للغة الطبيعية (تمامًا مثل الكناية) وكذلك الأدب، حيث يتجسد المجرد بشكل من أشكال الكلام، ويتم بالفعل فهمه على هذا النحو. لكن يعتبر استخدام مغالطة التشييء في التفكير المنطقي أو الخطابة أمر مضلل وعادة ما يُعتبر مغالطة.

## النظرية
تحدث مغالطة التشييء عندما يُساء فهم العمليات الطبيعية أو الاجتماعية أو تبسيطها، على سبيل المثال: عندما توصف الكائنات البشرية بأنها «حقائق عن الطبيعة، أو نتائج القوانين الكونية، أو مظاهر الإرادة الإلهية».
قد تحدث مغالطة التشييء بسبب الميل الفطري لتبسيط الأشياء من خلال افتراض الثبات قدر الإمكان.

## مغالطة الواقعية في غير مكانها
يرتكب المرء مغالطة الواقعية في غير مكانها وفقًا لألفريد نورث وايتهيد عندما يتبنى اعتقاد أو رأي أو فكرة خاطئة ومجردة عن الطريقة التي تسير بها الأمور في الواقع المادي أو الملموس: «هناك خطأ، لكنه مجرد خطأ عابر في فهم الخلاصة المجردة للواقع الملموس، هي مثال على ما يمكن تسميته (مغالطة الواقعية في غير مكانها». اقترح وايتهيد المغالطة خلال مناقشة العلاقة بين الموقع المكاني والزماني للأشياء. وقد رفض فكرة إمكانية نسب كائن مادي ملموس في الكون إلى حيز مكاني أو زماني بسيط دون الإشارة إلى علاقاته بالأحواز المكانية أو الزمانية الأخرى.
«لا يوجد أي عنصر من بين العناصر الأساسية للطبيعة كما هو موضح في تجربتنا أيً كان يمتلك هذه الخاصية ذات الموقع البسيط. أعتقد أنه بإمكاننا من خلال عملية تجريدية بنّاءة أن نتوصل إلى اشياء مجردة تمثل أجزاء بسيطة من المواد، وإلى أشياء مجردة أخرى تمثل الأفكار المدرجة في المخطط العلمي. يمثل الخطأ الحقيقي بناءً على ذلك مثال على ما أسميته: مغالطة الواقعية في غير مكانها».

## التجريد غير المفيد
استخدم وليام جيمس مصطلحي (التجريد غير المفيد) و (الفكر غير المفيد) في أماكن مختلفة، لا سيما من أجل انتقاد فلسفات إيمانويل كانت وجورج فيلهلم فريدريش هيغل. كتب جيمس في شرح (معنى الحقيقة):
وصف جيمس ضمن أحد فصوله «أساليب ومآسي علم النفس» في كتابه الذي حمل عنوان (مبادئ علم النفس) مغالطة متعلقة بالتشييء وهي (مغالطة عالم النفس)، قال: «أحد أخطاء عالم النفس الكبيرة هو الخلط بين وجهة نظره الخاصة مع الواقع المنطقي الذي يكتب عنه تقريره، وسأطلق عليه اسم مغالطة عالم النفس» (المجلد الأول الصفحة 196). وافق جون ديوي على وصف جيمس لمجموعة متنوعة من المغالطات، بما في ذلك (المغالطة الفلسفية) و (المغالطة التحليلية) و (مغالطة التعريف).

## استخدام الفلسفة البناءة في العلوم
امتلك مفهوم البناء تاريخ طويل في العلوم. حيث يتم استخدامه في العديد من مجالات العلوم إن لم يكن معظمها. البناء عبارة عن متغير توضيحي افتراضي لا يمكن ملاحظته بشكل مباشر. على سبيل المثال: مفاهيم التحفيز في علم النفس وأفق الحدث في الفيزياء هي مفاهيم مبنية لا يمكن ملاحظتها بشكل مباشر.
تعتمد الدرجة التي يكون فيها مفهوم البناء مفيدًا ومقبولًا في المجتمع العلمي على الأبحاث التجريبية التي أثبتت أن فلسفة البناء العلمي لها مدى صحّة محدد (خاصةً مدى صحة التنبؤات). وهكذا إذا تم فهم المفاهيم المبنية بشكل صحيح وأُيدت تجريبيًا فإن التشييء المطبق على المفاهيم العلمية المبنية ليست مغالطة على الإطلاق، بل هو جزء من تأليف النظرية وتقييمها في مجال العلوم الطبيعية.
اعتمد ستيفن جاي جولد على فكرة مغالطة التشييء في كتابه (سوء تصرف الإنسان). حيث قال أنَّ سبب الخطأ في استخدام درجات الذكاء للحكم على ذكاء الناس يكمن وراء تعريف (كمية الذكاء) أو (درجات ذكاء) بأن الذكاء شيء قابل للقياس وذلك لا يعني أن الذكاء شيء حقيقي، وبالتالي هذا يعارض صحة مفهوم الذكاء.

## العلاقة مع المغالطات الأخرى
مغالطة التجسيد (المعروفة أيضا باسم التجسيد الوهمي) هي نوع معين من مغالطة التشييء. تمامًا كما أن التشييء هو إسناد الخصائص الملموسة إلى فكرة مجردة، ترتكب مغالطة التجسيد عندما تكون تلك الخصائص هي سمات إنسانية شخصية وتحديدا الأفكار أو المشاعر. ترتبط مغالطة التجسيد أيضا بالتجسيم: وهو إسناد الصفات والخصائص البشرية إلى الكائنات الأخرى، لكن مفهوم مغالطة التجسيد أوسع بكثير.
تحدث المغالطة الروحانية عند نسب أحداث أو مواقف لنوايا شخصية لشخص معين.
لا ينبغي الخلط بين مغالطة التشييء ومغالطات الالتباس الأخرى:
- مغالطة النبرة: حيث ينشأ الالتباس بسبب التركيز من خلال نبرة الصوت على كلمة أو عبارة.
- مغالطة اشتراك التركيب: مغالطة لفظية ناشئة عن التباس في البنية النحوية للجملة.
- مغالطة التركيب: تحدث عندما يفترض المرء أن مجموعة كاملة تملك خاصية محددة فقط لأن بعض افراد المجموعة المختلفين يملكون تلك الخاصية بشكل فردي.
- مغالطة التفكيك: تحدث عندما يفترض المرء امتلاك افراد مختلفين لخاصية معينة بشكل فردي فقط لأن المجموعة تمتلك هذه الخاصية.
- مغالطة المواربة: تحدث عند استخدام كلمة للدلالة على أكثر من معنى بشكل ملتبس.

## كأداة بلاغية
تعبر الأدوات الخطابية للاستعارة والتجسيد شكل من أشكال التشييء لكنها أقل من مغالطة. لا تُطبق هذه الأدوات حرفيًا وبالتالي تستبعد أي استنتاج خاطئ يقول أنَّ مغالطة التشييء حقيقة. على سبيل المثال: إن الاستعارة التي تقول (كان البحر غاضبًا) تقوم بتشييء الغضب، لكنها لا تعني أن الغضب مادة ملموسة، أو أن الماء يملك حس واعي. الفرق هو أن المغالطة تكمن في التفكير الخاطئ، وليس فقط في التمثيل أو الأسلوب البلاغي. غالبًا ما يكون هذا التمييز صعبًا، خاصةً عندما يكون الاستخدام الخاطئ عبارة عن تمويه بهدف تضليل اقتراح ما.

## أمثلة مضادة
في حين أن التشييء عادةً ما يكون مغالطة، إلا أنه يعتبر أحيانًا حجة صحيحة. قال توماس شيلينج أن التجريد المشترك بين أشخاص مختلفين قد أصبح حقيقةً من أجل العديد من الأهداف. المثال الأكثر وضوحًا هو الأسلحة النووية، كان يوجد في عهد شيلينج متفجرات تقليدية أكثر تدميراً من أي متفجرات نووية وقد تم استخدامها فعلًا كأسلحة في الحرب. ومع ذلك فإن الأسلحة النووية ذات القدرة الأقل لم تستخدم (باستثناء هيروشيما وناجازاكي). إن المفهوم المُجرد للأسلحة النووية الذي كان مختلفا فقط من حيث المستوى التجريدي أعاد تشييء نفسه. وتشمل الأمثلة الأخرى تأثير الأرقام المدورة في أسعار الأسهم، والأهمية التي اعطيت لمؤشر داو جونز الصناعي، والحدود الدولية، والكثير من الأمثلة غيرها.